# Rene Venstre
Det Rene Venstre, eller Det Bergske Venstre, var et dansk politisk parti fra 1884 til 1897. Partiet var også kendt som Bergianerne. 

## Oprettelse
Partiet opstod i efteråret 1884, da Folketingets Venstre (Det Radikale Venstre) revnede og blev til to partier. Hørup blev leder af den ene fløj, mens Christen Berg fik ledelsen af den anden fløj. 

## Ledere
Frem til sin død i 1891 var Berg leder af partiet. Derefter tilfaldt formandsposten J.C. Christensen. 

## Politik
Partiet repræsenterede de venstrefolk, der var mest fjendtlige over for forlig med Estrups godsejerregering. Sagt med Bergs ord: Gå aldrig på akkord med uretten. Partiets modstandere betegnede dets politik som en gold protestpolitik. Alligevel lykkedes det partiet at lave nogle få politiske aftaler med regeringspartiet Højre.
I en kort periode forsøgte partiet et tættere samarbejde med Moderate Venstre. Navnet på dette samarbejde var Det Danske Venstre. 

## Partiets sidste år
I 1895 blev partiet en fraktion i Venstrereformpartiet. Frem til 1897 holdt partiet regelmæssige fraktionsmøder under ledelse af J.C. Christensen. Efter at J.C. Christensen i 1897 var blevet formand for Reformpartiet, blev møderne i Det Rene Venstre sjældnere, men partiet blev ikke formelt opløst.